# Арт об'єкти міста Світлодарськ
Арт-об'єкти міста Світлодарськ — витвори мистецтва, які розміщені на будівлях або як окремі споруди в місті Світлодарськ Бахмутського району Донецької області.
Представлені переважно мозаїками, сгрфаіто, вітражами та окремими скульптурами які були створені в період 1970-90х років. За радянських часів, особливо в 1970-1980-х роках, сірість стандартизованої бетонно-блоково-панельної архітектури нерідко намагалися прикрасити, використовуючи гігантські мозаїчні панно. Переважно більшість робіт було створено художниками та скульпторами горлівської Лабораторії естетики яка була до 2000 року прикріплена до «Донбасенерго» такими як: Анатолій Меланий, Владислав Крилишкін, Віктор Крилишкін, Євгеній Мальцев, Олександр Пиндич, Олександр Кондратьєв, автор ідей та ескізів Юрій Петрунько
Великий вклад в документування стану арт об’єктів та дослідження її авторства зробила місцева художниця, ілюстратор та громадський активіст Ася Батурина.
З 2021 року до арт об’єктів міста додаються мурали.

## Мозаїки
| Фото                            | Опис | Тип                             | Автор | Рік створення             | Локація |
| ------------------------------- | --- | ------------------------------- | ----- | ------------------------- | --- |
| Фото мазаїки дім №1             | Мозаїка розташована на боковому фасаді дому №1 з північної сторони, абстрактний малюнок.                                                                                            | Мозаїка із смальту              |       | Орієнтовно 1980-1990 роки | Фасад дім №1. Координати - 48°26′22.5″ пн. ш. 38°13′03.0″ сх. д. / 48.439583° пн. ш. 38.217500° сх. д.                                    |
| Фото мозаїка та барельєф дім №1 | Мозаїка та барельєф на боковому фасаді дому №1 з південої сторони, абстрактний малюнок                                                                                              | Мозаїка із смальту на барельєфі |       | Орієнтовно 1980-1990 роки | Фасад дім №1. Координати - 48°26′16.1″ пн. ш. 38°12′59.5″ сх. д. / 48.437806° пн. ш. 38.216528° сх. д.                                    |
| Фото мозаїка ВТЕС               | Мозаїка на боковому фасаді адмістративної будівлі Вуглегірської ТЕС, абстрактний малюнок із зображенням долоней які тримають атом який дає світло.                                  | Мозаїка із смальту              |       | Орієнтовно 1960-1970 роки | Фасад адміністративної будівлі Вуглегірської ТЕС Координати - 48°26′16.1″ пн. ш. 38°12′59.5″ сх. д. / 48.437806° пн. ш. 38.216528° сх. д. |
| Фото мозаїка кінотеарт Космос   | Мозаїка на фасаді будівлі кінотеатра Космос (зараз - торговельний центр), малюнок космонавта з абстрактними елементами                                                              | Мозаїка із смальту              |       | Орієнтовно 1980-1990 роки | Фасад будівлі колишнього кінотеатру "Космос" Координати - 48°25′57.9″ пн. ш. 38°13′04.1″ сх. д. / 48.432750° пн. ш. 38.217806° сх. д.     |
| Фото мозаїка музична школа      | Мозаїка на боковому фасаді будівлі музичної школи, малюнок із зображенням квітів та абстрактними елементами. Мозаїка значно зруйнована в 2021 році через природны причини           | Мозаїка із смальту              |       | Орієнтовно 1980-1990 роки | Бокова стіна будинку музичної школи Координати - 48°26′14.0″ пн. ш. 38°12′57.9″ сх. д. / 48.437222° пн. ш. 38.216083° сх. д.              |
| Фото мозаїка ресторан           | Мозаїка на фасаді ресторна Роза Вітрів, абстрактний малюнок який нагадує квіти. Мозаїка повністю зруйнована влітку 2022 року через військові дії                                    | Мозаїка із смальту              |       | Орієнтовно 1980-1990 роки | Фасад будівлі ресторану "Роза Вітрів" Координати - 48°26′03.7″ пн. ш. 38°12′51.6″ сх. д. / 48.434361° пн. ш. 38.214333° сх. д.            |
| Фото мозаїка ПК                 | Мозаїка в холі Палацу культури, на яких зображено 2 дівчини музиканта та глядач з квітами. Зруйнована влітку 2022 через військові дії.                                              | Мозаїка із смальту              |       | Орієнтовно 1980-1990 роки | Внутрішній хол Палацу культури Координати - 48°26′10.5″ пн. ш. 38°12′56.1″ сх. д. / 48.436250° пн. ш. 38.215583° сх. д.                   |
| Фото мозаїка фасад ПК           | Барельєф та мозаїка на боковому фасаді Палацу культури, абстрактний малюнок в якому вгадуюються ознаки театральної сцени та органу. Зруйнована влітку 2022 через військові дії.     | Мозаїка із смальту на барельєфі |       | Орієнтовно 1980-1990 роки | Боковий фасад будівля Палацу кульутри Координати -48°26′10.5″ пн. ш. 38°12′56.1″ сх. д. / 48.436250° пн. ш. 38.215583° сх. д.             |
| Фото спортзал ЗОШ №8            | Мозаїка на стіні спортзалу школи №8, на якій зоображені спортсменки які грають у волейбол                                                                                           | Мозаїка із смальту              |       | Орієнтовно 1980-1990 роки | Стіна спортзалу ЗОШ №8 Координати -48°26′08.9″ пн. ш. 38°13′11.1″ сх. д. / 48.435806° пн. ш. 38.219750° сх. д.                            |
| Фото мозаїка автовокзал         | Мозаїка на стіні в залі очікування автовокзалу. Частково зруйнована з 2015 року через військові дії та через вплив атмосферних осадів.                                              | Мозаїка із смальту              |       | Орієнтовно 1980-1990 роки | Зала автовокзала Координати - 48°26′21.0″ пн. ш. 38°13′25.9″ сх. д. / 48.439167° пн. ш. 38.223861° сх. д.                                 |
| Фото мозаїка торгового центра   | Мозаїка на фасаді будівлі торгового центра 2010 рік, на якій зображений абстрактний малюнок. Повністю зруйнована під час перебудови будівлі в мережевий супермаркет після 2016 року | Мозаїка із смальту              |       | Орієнтовно 1980-1990 роки | Будівля торгового центру Координати -48°26′04.3″ пн. ш. 38°12′54.1″ сх. д. / 48.434528° пн. ш. 38.215028° сх. д.                          |
| Фото мозаїка спорткомплекс      | Мозаїка на фасаді будівлі спорткомплекса | Мозаїка із смальту              |       | Орієнтовно 1980-1990 роки | Будівля спорткомплексу Координати -48°25′56.3″ пн. ш. 38°12′39.0″ сх. д. / 48.432306° пн. ш. 38.210833° сх. д.                            |

## Сграфітотафрески
| Фото                                                    | Опис | Тип                          | Автор            | Рік створення             | Локація |
| ------------------------------------------------------- | --- | ---------------------------- | ---------------- | ------------------------- | --- |
| Фото сграфіто дім №28                                   | Сграфіто фреска на боковому фасаді будинку дома №28, на якій зображено група людей різних професій з транспарантами з наслами про Мир та Свободу. | Сграфіто з елементами фрески | Віктор Крилишкін | Орієнтовно 1990 роки      | Будівля багатоквартирного дома №28 Координати -48°26′17.3″ пн. ш. 38°13′24.4″ сх. д. / 48.438139° пн. ш. 38.223444° сх. д. |
| Фото сграфіто дім №7                                    | Сграфіто з елементами фрески розташоване на 2-х стінах приміщення магазину в багатоквартирному домі №7. Композиція має елементи рослин, образи тварин, планет, сонця, стрічки та абстрактні елементи. В середині композиції надпис присвячений заснуванню міста Світлодарськ: "В 1968 году заложен город потомкам в назидание Во благо света, Добра, Любви и Покоя на Земле. Мир Дому Сему! " | Сграфіто з елементами фрески |                  | Орієнтовно 1980-1990 роки | Фасад магазину дім №7. Координати -48°26′02.1″ пн. ш. 38°12′57.3″ сх. д. / 48.433917° пн. ш. 38.215917° сх. д.             |
| Фото фреска Будинок побуту Фото 2 фреска Будинок Побуту | Сграфіто- фреска розташована фасаді будинку "Будинок побуту", на якій зображено 5 людей які представлюять різні ремесла та професії пов’язані з побутом. | Сграфіто з елементами фрески | Віктор Крилишкін | Орієнтовно 1980-1990 роки | Фасад будівлі "Будинок побуту" Координати -48°26′13.1″ пн. ш. 38°13′25.3″ сх. д. / 48.436972° пн. ш. 38.223694° сх. д.     |

## Вітражі
| Фото                                        | Опис | Тип            | Автор | Рік створення             | Локація |
| ------------------------------------------- | --- | -------------- | ----- | ------------------------- | --- |
| Фото вітраж міськрада                       | Вітраж в будівлі міськради, який предсталяє собою різнокольорова абстракцію                                      | Вітраж зі скла |       | Орієнтовно 1980-1990 роки | Будівлі Світлодарської міськради Координати -48°26′07.0″ пн. ш. 38°12′54.3″ сх. д. / 48.435278° пн. ш. 38.215083° сх. д. |
| Фото вітраж басейн                          | Вітраж в будівлі басейну, який зображує різноманітних риб та тварин на тлі архітектурних та астрактних елементів | Вітраж зі скла |       | Орієнтовно 1980-1990 роки | Будівлі Світлодарської міськради Координати -48°25′56.4″ пн. ш. 38°12′38.9″ сх. д. / 48.432333° пн. ш. 38.210806° сх. д. |
| Фото вітраж ресторан Фото вітраж 2 ресторан | Вітраж в будівлі ресторану "Роза Вітрів" з абстрактним малюнком                                                  | Вітраж зі скла |       | Орієнтовно 1980-1990 роки | Будівлі Світлодарської міськради Координати -48°26′04.2″ пн. ш. 38°12′50.9″ сх. д. / 48.434500° пн. ш. 38.214139° сх. д. |
| Фото вітраж готель                          | Вітраж в будівлі готелю "Донбас" з абстрактним малюнком                                                          | Вітраж зі скла |       | Орієнтовно 1980-1990 роки | Будівля готеля "Донбас" Координати -48°26′04.7″ пн. ш. 38°12′49.8″ сх. д. / 48.434639° пн. ш. 38.213833° сх. д.          |
| Фото вітраж кафе Лакомка                    | Вітраж кафе Лакомка. Повністю зруйнований в результаті ремонту після 2015 року                                   | Вітраж зі скла |       | Орієнтовно 1980-1990 роки | Будівлі кафе "Лакомка" Координати -48°25′59.0″ пн. ш. 38°13′01.6″ сх. д. / 48.433056° пн. ш. 38.217111° сх. д.           |

## Скульптури
| Фото                                                                    | Опис | Тип | Автор                                             | Рік створення             | Локація |
| ----------------------------------------------------------------------- | --- | --- | ------------------------------------------------- | ------------------------- | --- |
| Фото скульптура Данко                                                   | Скульптура Данко - літературного героя який врятував свій народ, пожертвував собою, висвітлив шлях за допомогою свого сердця. Присвяений енергетикам які дають свтло людям. | Монументальна скульптура із залізобетону                                                                            | Вірогідно професора харківських художнії академій | Орієнтовно 1980-1990 роки | Координати -48°26′21.1″ пн. ш. 38°13′04.9″ сх. д. / 48.439194° пн. ш. 38.218028° сх. д.                                     |
| Фото скульптура Нептун пляж                                             | Скульптура Нептуна міський пляж | Монументальна скульптура із вапняка                                                                                 | Анатолій Меланій                                  | Орієнтовно 1980-1990 роки | Міський пляж Координати -48°26′06.3″ пн. ш. 38°12′33.6″ сх. д. / 48.435083° пн. ш. 38.209333° сх. д.                        |
| Фото скульптура русалки                                                 | Скульптура русалки міський пляж | Монументальна скульптура із вапняка                                                                                 | Анатолій Меланій                                  | Орієнтовно 1980-1990 роки | Міський пляж Координати -48°26′06.3″ пн. ш. 38°12′33.6″ сх. д. / 48.435083° пн. ш. 38.209333° сх. д.                        |
| Фото фонтан зі скульптурою Нептуна                                      | Скульптура Нептуна та русалок в композиції фонтана на центральній площі | Монументальна скульптура із залізобетона                                                                            |                                                   | Орієнтовно 1980-1990 роки | Центральна площа міста Світлодарськ Координати -48°26′03.0″ пн. ш. 38°12′53.1″ сх. д. / 48.434167° пн. ш. 38.214750° сх. д. |
| Фото скульптура левів                                                   | Парна скульптура левів на вході в готель "Донбас" | Монументальна скульптура із залізобетона                                                                            | Владислав Крилишкін                               | Орієнтовно 1980-1990 роки | Готель "Донбас" Координати -48°26′04.7″ пн. ш. 38°12′49.8″ сх. д. / 48.434639° пн. ш. 38.213833° сх. д.                     |
|                                                                         | Парна скульптура левів на вході в Світлодарську міську лікарню | Монументальна скульптура із залізобетона                                                                            | Владислав Крилишкін                               | Орієнтовно 1980-1990 роки | Світлодарська міська лікарня Координати -48°25′56.6″ пн. ш. 38°13′18.8″ сх. д. / 48.432389° пн. ш. 38.221889° сх. д.        |
| Фото лев басейн                                                         | Парна скульптура левів на вході в басейн міста Світлодарськ | Монументальна скульптура із залізобетона                                                                            | Владислав Крилишкін                               | Орієнтовно 1980-1990 роки | Басейн Координати -48°25′56.1″ пн. ш. 38°12′41.0″ сх. д. / 48.432250° пн. ш. 38.211389° сх. д.                              |
| Фото алея композиторів Фото алея копозиторів 1 Фото алея композиторів 2 | "Алея композиторів" біля музичної школи, на якій розташовані бюсти класичних композиторів (праворуч - відчизняних, ліворуч іноземних)                                       | Монументальна скульптура із залізобетона, постаменти з сірого граніту                                               |                                                   | Орієнтовно 1980-1990 роки | Музична школа Координати -48°26′14.2″ пн. ш. 38°12′59.9″ сх. д. / 48.437278° пн. ш. 38.216639° сх. д.                       |
| Фото лавки центра міста                                                 | Лавки в центральній частині міста | Мала архітектурна споруда (лавка) з елементами монументальної скульптура із залізобетона                            | Анатолій Меланій                                  | Орієнтовно 1980-1990 роки | Центральна площа Координати -48°26′06.1″ пн. ш. 38°12′56.3″ сх. д. / 48.435028° пн. ш. 38.215639° сх. д.                    |
| Фото паркан лікарня                                                     | Паркан лікарня | Паркан з кованими елементами та з елементами монументальної скульптура із залізобетона (приблизно 100 опор паркану) |                                                   | Орієнтовно 1980-1990 роки | Світлодарська міська лікарня Координати -48°25′58.4″ пн. ш. 38°13′17.0″ сх. д. / 48.432889° пн. ш. 38.221389° сх. д.        |
| Фото барельєф ЗОШ №11                                                   | Барельєф над входом до ЗОШ №11 | Барельєф із залізобетона                                                                                            |                                                   | Орієнтовно 1980-1990 роки | ЗОШ №11 Координати -48°25′53.0″ пн. ш. 38°12′59.8″ сх. д. / 48.431389° пн. ш. 38.216611° сх. д.                             |

## Мурали
| Фото       | Опис | Тип   | Автор | Рік створення | Локація |
| ---------- | --- | ----- | ----- | ------------- | --- |
| Фото мурал | Мурал на бетонному заборі із зображенням лелеки, фазана, маків, соняшників на жовтому полі на тлі синього неба, з цитатою віршів В. Сосюри і написом "Світлодарськ" | Мурал |       | 2021 рік      | Огорожа території насосної станції Координати -48°26′25.3″ пн. ш. 38°13′09.2″ сх. д. / 48.440361° пн. ш. 38.219222° сх. д. |